# Xylophanes norfolki
Xylophanes norfolki là một loài bướm đêm thuộc họ Sphingidae. Nó được tìm thấy ở quần đảo Galapagos.
Nó tương tự như loài Xylophanes tersa nhưng kiểu phía trên cánh trước khác.
Con trưởng thành bay vào tháng 2 và tháng 6 và có thể again từ tháng 9 đến tháng 10.
Ấu trùng ăn Psychotria rufipes.